# Second Presbyterian Church (Chicago)
Pour les articles homonymes, voir Second Presbyterian Church.
La Second Presbyterian Church est une église de style néogothique située sur South Michigan Avenue dans le secteur de Near South Side à Chicago. L'église fut construite, en 1874, par l'architecte new-yorkais James Renwick, puis après avoir été en grande partie détruite par un incendie en 1900, elle fut reconstruite par Howard Van Doren Shaw. Elle est inscrite au Registre national des lieux historiques (National Register of Historic Places ; NRHP) depuis 1974, puis est ajoutée sur la liste des Chicago Landmarks (CL) dès le 28 septembre 1977 par la ville de Chicago.